# Islamia graeca
Islamia graeca е вид коремоного от семейство Hydrobiidae. Видът е критично застрашен от изчезване.